# Rodrigo Longo Freitas
Rodrigo Longo Freitas oder kurz Digão (* 12. März 1993 in Rio de Janeiro) ist ein brasilianischer Fußballspieler.

## Karriere
Digão startete seine Profikarriere bei Flamengo Rio de Janeiro. Nachdem er 2014 an den América FC (RN) ausgeliehen worden war, wechselte er zum Sommer 2015 zu Volta Redonda FC. Zum Jahresende 2015 zog Digão zu Associação Portuguesa weiter.
Zur Saison 2016/17 verpflichtete ihn der südtürkische Aufsteiger Adanaspor aus der türkischen Süper Lig.

## Erfolge
Flamengo
- Copa do Brasil: 2013